# Anisomeristes apicalis
Anisomeristes apicalis là một loài bọ cánh cứng trong họ Corylophidae. Loài này được Lea miêu tả khoa học đầu tiên năm 1895.